# Cecidomyia miniscula
Cecidomyia miniscula är en tvåvingeart som beskrevs av Gagne 1989. Cecidomyia miniscula ingår i släktet Cecidomyia och familjen gallmyggor. Inga underarter finns listade i Catalogue of Life.